# Triết học Ấn Độ
Triết học Ấn Độ (Sanskrit: Darshanas), để chỉ những tư tưởng triết học bắt nguồn từ tiểu lục địa Ấn Độ, bao gồm triết học Hindu, triết học Phật giáo, triết học Jain và các trường phái khác. Triết học Ấn Độ thường gắn liền với tôn giáo, các thực hành tôn giáo được xem là phương tiện dẫn đến chân lý. Triết học Ấn Độ phát triển sớm và có chiều sâu hơn cả triết học phương Tây. Chỉ đến thời kỳ Khai sáng triết học phương Tây mới đạt được một số thành tựu mà triết học Ấn Độ đã có được từ hàng ngàn năm trước.

## Tư tưởng chung
Những nhà tư tưởng Ấn Độ xem triết học như là một thứ cần thiết cần phải được trau dồi để hiểu rằng phải sống như thế nào là tốt nhất. Giống như các nền triết học khác, triết học Ấn Độ cũng hướng đến chân lý vì chân lý giúp con người hướng thiện. Theo truyền thống, những triết gia Ấn Độ thường giải thích ở đầu tác phẩm của họ làm thế nào tác phẩm đó có thể giúp cho mục đích của con người. (puruṣārtha). Những nhà tư tưởng Brahmin tập trung vào niềm tin rằng có một trật tự cơ bản thuần nhất phổ biến và có mặt khắp mọi nơi. Nhiều cố gắng của các trường phái khác nhau tập trung giải thích trật tự này. Tất cả các hiện tượng xảy ra trong tự nhiên, số phận, các biến cố đều xuất phát từ trật tự này. Điều này được nói đến sớm nhất trong Rig Veda, nói về Brahman như là thế lực tạo ra trật tự đó.
Ý tưởng về ṛta, dịch là "lẽ phải", "trật tự của vũ trụ và xã hội" hay "nguyên lý của thế giới khách quan" cũng đóng vai trò quan trọng. Triết học Ấn Độ khác với triết học phương Tây trong cách tiếp cận cơ bản. Triết học Ấn Độ không chỉ dựa trên lý luận, giống như trong triết học phương Tây, mà còn dựa trên sự thức tỉnh (darshana) có nghĩa là sự đối mặt cá nhân với sự thật tuyệt đối. Không cần biết là các trường phái của triết học Ấn Độ có tin vào Thượng đế hay không, họ đều có chung khái niệm về sự đối mặt với sự thật qua một thực hành nào đó.
Trong giai đoạn hiện đại, trường phái quan trọng nhất của triết học Ấn Độ là vedanta, mà trường phái này lại được chia làm ba cách tìm hiểu cùng một sự thật, đó là dvaita, visisthadvaita và advaita. Trong khi những khái niệm này có vẻ khác nhau và đôi khi là mâu thuẫn nhau, chúng tượng trưng cho ba giai đoạn khác nhau của nhận thức của con người.

## Trường phái

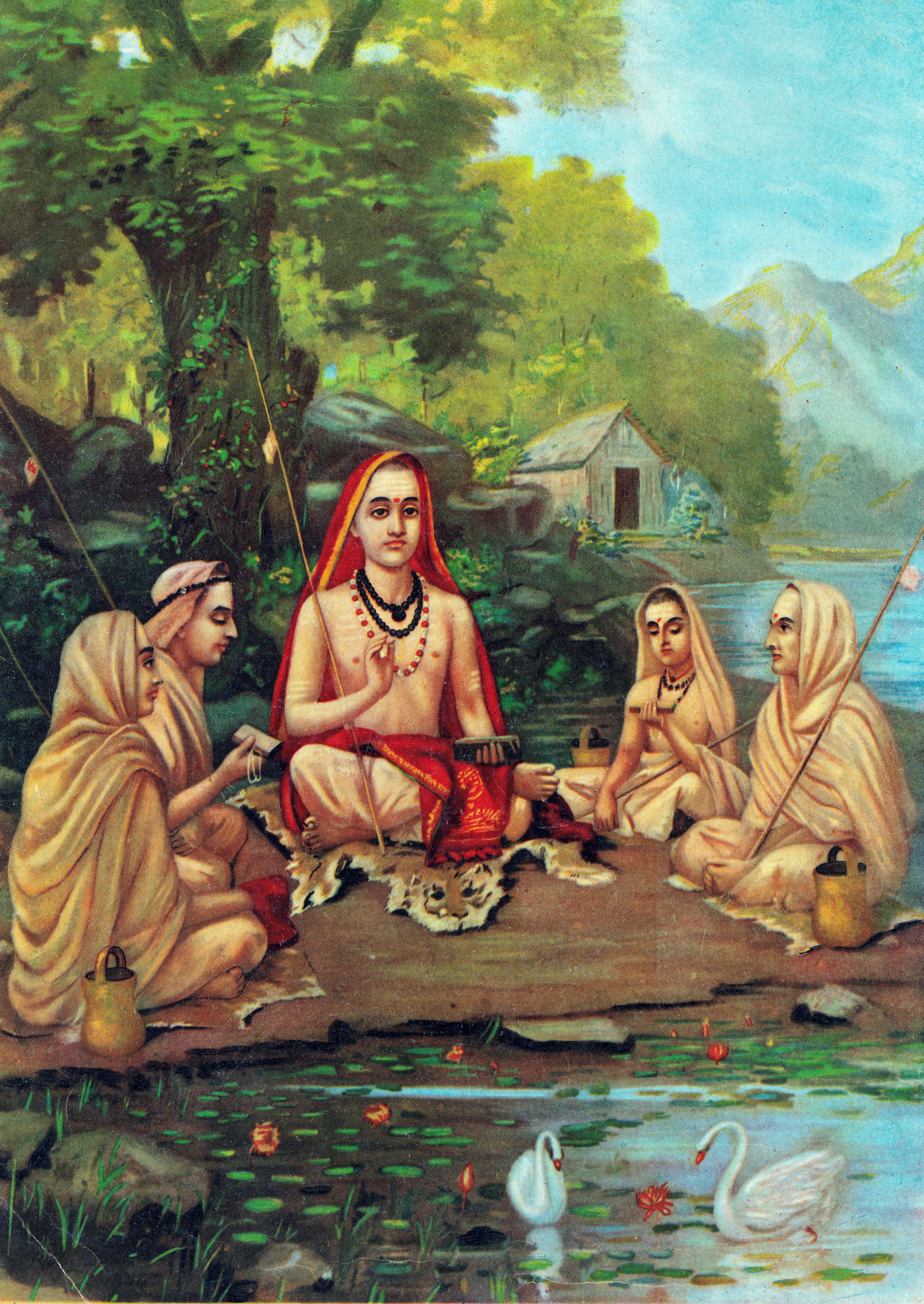
Triết gia Adi Shankara

Ở Ấn Độ, khó có thể nói chính xác các hệ thống triết học bắt đầu từ lúc nào mà chỉ có thể ước tính khoảng thời gian xuất hiện của chúng. Những hệ thống này được hình thành ngay sau các tác phẩm Áo nghĩa thư (Upaniṣad) cổ nhất được biên soạn hay kết tập lại. Những chuyên luận có hệ thống được viết bằng thể sūtra rất ngắn và súc tích, không trau chuốt nhằm tóm tắt nội dung của bản luận văn dài được soạn thảo công phu. Khó biết được phạm vi ý nghĩa của các sūtra, hoặc phạm vi những vấn đề mà nó sinh khởi về sau. Các sūtra thuộc hệ thống Vedānta, gọi là Śārīraka-sūtras hay Brahma-sūtras thuộc Bādarāyaṇa là dạng rất mơ hồ. Những sūtra này được lý giải bởi những học thuyết thuộc về một hay những hệ thống triết học khác đang hiện hành. Các hệ thống được các học giả duy trì vì nền tảng của hệ thống triết học này thuộc về một hay các trường phái khác trong hệ thống đó. Thế nên các môn sinh của họ được giáo dục theo quan điểm của thầy mình. Mọi suy nghĩ độc lập của mình đều bị giới hạn và kiềm chế bởi niềm tin vào trường phái mà họ gắn bó. Thay vì sản sinh ra một loạt các nhà tư tưởng độc lập, Ấn Độ sản sinh ra những môn đệ thừa hưởng những quan điểm truyền thống của những hệ thống triết học có sẵn từ thế hệ này sang thế hệ khác, giải thích và xiển dương, rồi bảo vệ chúng chống lại sự tấn công của các trường phái đối lập mà họ thường công kích, để thiết lập tính ưu việt hơn cho hệ thống mình đang kế thừa. Các trường phái triết học Ấn Độ có thể đã xuất hiện trong khoảng thời gian sau:
- 1500 trước công nguyên - Vệ Đà và Áo nghĩa thư
- 500 trước công nguyên - Jaina, Phật, Bhagavad Gita, Manu Smriti
- 300 trước công nguyên - sự phát triển của nền triết học Ấn giáo (Darshanas) chính thống
- 200 sau công nguyên - Long Thụ và sự phát triển của trường phái Đại thừa
- 600 sau công nguyên - Shankaracharya và sự phát triển của Vedanta
- 900 sau công nguyên - sự phát triển của các trường phái: Visishtadvaita, Dvaita...

## Chú dẫn
1. ↑  N.V. Isaeva (1992). Shankara and Indian Philosophy. State University of New York Press. tr. 1–5. ISBN 978-0-7914-1281-7. OCLC 24953669.
2. ↑  John Koller (2013). Chad Meister and Paul Copan (biên tập). Routledge Companion to Philosophy of Religion. Routledge. doi:10.4324/9780203813010-17 (không hoạt động ngày 20 tháng 8 năm 2019). ISBN 978-1-136-69685-5.{{Chú thích sách}}:  Quản lý CS1: DOI không hoạt động tính đến 2019 (liên kết)
3. ↑  TỔNG QUAN VỀ CÁC HỆ THỐNG TRIẾT HỌC ẤN ĐỘ, Surendranath Dasgupta, thuvienhoasen.org